# Valagão
Valagão é uma elevação portuguesa localizada no concelho das Lajes do Pico, ilha do Pico, arquipélago dos Açores.
Este acidente geológico tem o seu ponto mais elevado a 679 metros de altitude acima do nível do mar.